# Les Derniers Humains
Les Derniers Humains est le premier album solo du chanteur québécois Richard Desjardins, enregistré au studio Victor à St-Henri, et sorti en 1988,. En 1992, Richard Desjardins enregistre une nouvelle version de cet album, éditée en CD. L'ordre des morceaux est modifié par rapport à la première version, et la chanson La Musulmane disparaît, remplacée par Le cœur est un oiseau.

## Titres du vinyle
| 1. | Miami                       | Richard Desjardins                                    |  |
| 2. | La Musulmane                | Richard Desjardins/Claude Vendette-Richard Desjardins |  |
| 3. | Dans ses yeux               | Richard Desjardins                                    |  |
| 4. | On m'a oublié               | Richard Desjardins                                    |  |
| 5. | The Ballad of the Millwheel | Bertolt Brecht/Richard Desjardins                     |  |

| 1. | Les Yankees        | Richard Desjardins                                |  |
| 2. | 16.03.48           | Richard Desjardins/Maurice Ravel[réf. nécessaire] |  |
| 3. | Les flèches rouges | Michel X Côté/Richard Desjardins                  |  |
| 4. | Akinisi            | Richard Desjardins                                |  |
| 5. | The king is dead   | Richard Desjardins                                |  |

## Réédition de 1992
| 1.  | Akinisi                     | Richard Desjardins                                |  |
| 2.  | Les Yankees                 | Richard Desjardins                                |  |
| 3.  | Dans ses yeux               | Richard Desjardins                                |  |
| 4.  | On m'a oublié               | Richard Desjardins                                |  |
| 5.  | The Ballad of the Millwheel | Bertolt Brecht/Richard Desjardins                 |  |
| 6.  | Miami                       | Richard Desjardins                                |  |
| 7.  | 16.03.48                    | Richard Desjardins/Maurice Ravel[réf. nécessaire] |  |
| 8.  | Les flèches rouges          | Michel X Côté/Richard Desjardins                  |  |
| 9.  | Le cœur est un oiseau       | Michel X Côté/Richard Desjardins                  |  |
| 10. | The king is dead            | Richard Desjardins                                |  |